# SM UC-60
SM UC-60 – niemiecki podwodny stawiacz min z okresu I wojny światowej, jedna z 64 zbudowanych jednostek typu UC II. Zwodowany 8 listopada 1916 roku w stoczni Kaiserliche Werft w Gdańsku, został przyjęty do służby w Kaiserliche Marine 25 czerwca 1917 roku. W trakcie służby operacyjnej w składzie Flotylli Bałtyckiej okręt odbył jedną misję bojową, podczas której zatopił jeden statek o pojemności 1426 BRT. Od listopada 1917 roku do końca wojny jednostka pełniła funkcje szkoleniowe. SM UC-60 został poddany Brytyjczykom 23 lutego 1919 roku w wyniku podpisania rozejmu w Compiègne, a następnie złomowany w 1921 roku.

## Projekt i budowa
Sukcesy pierwszych niemieckich podwodnych stawiaczy min typu UC I, a także niedostatki tej konstrukcji, skłoniły dowództwo Cesarskiej Marynarki Wojennej z admirałem von Tirpitzem na czele do działań mających na celu budowę nowego, znacznie większego i doskonalszego typu okrętów podwodnych. Opracowany latem 1915 roku projekt okrętu, oznaczonego później jako typ UC II, tworzony był równolegle z projektem przybrzeżnego torpedowego okrętu podwodnego typu UB II. Głównymi zmianami w stosunku do poprzedniej serii były: instalacja wyrzutni torpedowych i działa pokładowego, zwiększenie mocy i niezawodności siłowni, oraz wzrost prędkości i zasięgu jednostki, kosztem rezygnacji z możliwości łatwego transportu kolejowego (ze względu na powiększone rozmiary).
SM UC-60 zamówiony został 12 stycznia 1916 roku jako jednostka z III serii okrętów typu UC II (numer projektu 41, nadany przez Inspektorat U-Bootów), w ramach wojennego programu rozbudowy floty . Został zbudowany w stoczni Kaiserliche Werft w Gdańsku jako jeden z sześciu okrętów typu UC II zamówionych w tej wytwórni. UC-60 otrzymał numer stoczniowy 42 (Werk 42)  . Stępkę okrętu położono 31 marca 1916 roku , a zwodowany został 8 listopada 1916 roku. Koszt budowy okrętu wyniósł 1 mln 935 tys. marek.

## Dane taktyczno-techniczne
SM UC-60 był średniej wielkości przybrzeżnym okrętem podwodnym o konstrukcji dwukadłubowej. Długość całkowita wynosiła 50,5 metra, szerokość 5,22 metra i zanurzenie 3,61 metra . Wykonany ze stali kadłub sztywny miał 39,3 metra długości i 3,61 metra szerokości, a wysokość (od stępki do szczytu kiosku) wynosiła 7,46 metra . Wyporność w położeniu nawodnym wynosiła 415 ton, a w zanurzeniu 498 ton. Jednostka miała wysoki, ostry dziób przystosowany do przecinania sieci przeciwpodwodnych; do jej wnętrza prowadziły trzy luki: pierwszy przed kioskiem, drugi w kiosku, a ostatni w części rufowej, prowadzący do maszynowni . Cylindryczny kiosk miał średnicę 1,4 metra i wysokość 1,8 metra, obudowany był opływową osłoną . Okręt napędzany był na powierzchni przez dwa 6-cylindrowe, czterosuwowe silniki wysokoprężne Daimler MU526 o łącznej mocy 660 KM, a pod wodą poruszał się dzięki dwóm silnikom elektrycznym BBC o łącznej mocy 620 KM . Dwa wały napędowe obracały dwie śruby wykonane z brązu manganowego (o średnicy 1,9 metra i skoku 0,9 metra) . Okręt osiągał prędkość 11,6 węzła na powierzchni i 7,3 węzła w zanurzeniu. Zasięg wynosił 9450 Mm przy prędkości 7 węzłów w położeniu nawodnym oraz 52 Mm przy prędkości 4 węzłów pod wodą. Zbiorniki mieściły 63 tony paliwa, a energia elektryczna magazynowana była w dwóch bateriach akumulatorów 26 MAS po 62 ogniwa, zlokalizowanych pod przednim i tylnym pomieszczeniem mieszkalnym załogi. Okręt miał siedem zewnętrznych zbiorników balastowych . Dopuszczalna głębokość zanurzenia wynosiła 50 metrów , a czas wykonania manewru zanurzenia 40 sekund.
Głównym uzbrojeniem okrętu było 18 min kotwicznych typu UC/200 w sześciu skośnych szybach minowych o średnicy 100 cm, usytuowanych w podwyższonej części dziobowej jeden za drugim w osi symetrii okrętu, pod kątem do tyłu (sposób stawiania – „pod siebie”). Układ ten powodował, że miny trzeba było stawiać na zaplanowanej przed rejsem głębokości, gdyż na morzu nie było do nich dostępu (co znacznie zmniejszało skuteczność okrętów). Wyposażenie uzupełniały dwie zewnętrzne wyrzutnie torped kalibru 500 mm (umiejscowione powyżej linii wodnej na dziobie, po obu stronach szybów minowych), jedna wewnętrzna wyrzutnia torped kal. 500 mm na rufie (z łącznym zapasem 7 torped) oraz umieszczone przed kioskiem działo pokładowe kal. 88 mm L/30, z zapasem amunicji wynoszącym 130 naboi . Okręt wyposażony był w dwa peryskopy Zeissa: wachtowy i bojowy oraz radiostację z podnoszonym masztem o wysokości 10 metrów. Wyposażenie uzupełniała kotwica grzybkowa o masie 272 kg .
Załoga okrętu składała się z 3 oficerów oraz 23 podoficerów i marynarzy.

## Służba
25 czerwca 1917 roku SM UC-60 został przyjęty do służby w Cesarskiej Marynarce Wojennej . Dowództwo okrętu objął por. mar. (niem. Oberleutnant zur See) Waldemar von Fischer, dowodzący wcześniej UB-33 . Po okresie szkolenia okręt został 1 września 1917 roku przydzielony do Flotylli Bałtyckiej .
W październiku 1917 roku SM UC-60 (wraz z siostrzanymi jednostkami UC-56, UC-57, UC-58, UC-59 i UC-78) w składzie flotylli „Kurlandia” wziął udział w operacji Albion, mającej na celu opanowanie Wysp Moonsundzkich. W pierwszej dekadzie października okręt wyszedł z Lipawy z zadaniem patrolowania szlaku wodnego między Väinameri a Tallinnem. 16 października pierwszą i jedyną ofiarą wojennej działalności UC-60 został zbudowany w 1912 roku rosyjski parowiec „Est” o pojemności 1426 BRT, który został zatopiony nieopodal Ekenäs na pozycji 59°53′N 23°52′E/59,883333 23,866667 . W dniach 17–19 października nieopodal rejonu patrolowania U-Boota przeszedł duży zespół okrętów rosyjskich ewakuujących się z Zatoki Ryskiej. Okręt powrócił do bazy między 20 a 25 października.
26 listopada 1917 roku UC-60 został przydzielony do zadań szkoleniowych, a 30 listopada por. mar. Waldemar von Fischer zdał dowództwo okrętu . W myśl postanowień rozejmu w Compiègne UC-60 został 23 lutego 1919 roku poddany Brytyjczykom  . Okręt został złomowany w Rainham w 1921 roku .